# Ortwin Knorr
Ortwin Knorr (* 12. Februar 1966 in Bremen) ist ein deutscher Altphilologe, der in den USA arbeitet.
Knorr studierte in Göttingen, Heidelberg und Berkeley Klassische Philologie und Alte Geschichte. 1992 legte er in Göttingen das Staatsexamen ab; 1999 promovierte er ebenfalls in Göttingen mit der Dissertation Verborgene Kunst: Argumentationsstruktur und Buchaufbau in den Satiren des Horaz. Sein Doktorvater war Carl Joachim Classen, sein Korreferent Siegmar Döpp. Nach Lehraufträgen in Berkeley, an der Johns Hopkins University und der Georgetown University lehrt Knorr seit 2001 an der Willamette University in Oregon; seit 2005 ist er dort Associate Professor of Classics.
Knorrs Forschungsschwerpunkt bildet die lateinische Literatur der Antike, vor allem die Komödien des Terenz und die Oden und Satiren des Horaz. Daneben hat er aber auch Aufsätze zu Schriften der griechischen Kirchenväter Johannes von Damaskus und Epiphanius von Salamis veröffentlicht.